# حرف الخطاب (بني العوام)

تعديل مصدري - تعديل

حرف الخطاب هي إحدى قرى عزلة قطعة الصرابي بمديرية بني العوام التابعة لمحافظة حجة، بلغ تعداد سكانها 90 نسمة حسب تعداد اليمن لعام 2004.